# 콩고 민주 공화국의 행정 구역
콩고 민주 공화국의 행정구역은 25개 주와 1개 시(킨샤사)로 구성되어 있다. 행정 구역 개편 이전에는 10개 주와 1개 시(킨샤사)로 구성되어 있었다.
2005년에 개정되어 2006년 2월 18일부터 시행된 콩고 민주 공화국 헌법 제2조에는 행정 구역을 25개 주와 1개 시(킨샤사)로 한다고 규정되어 있다. 새로 개편된 행정 구역은 콩고 민주 공화국 헌법 제226조에 따라 헌법이 시행된 날부터 3년이 지난 2009년 2월부터 적용될 예정이었지만 여러 가지 문제로 인해 연기되었다. 2015년 1월 9일 콩고 민주 공화국 의회가 새로운 행정 구역 개편안을 채택하면서 신설되었다.

## 현행 행정 구역

콩고 민주 공화국의 행정 구역 (현행 행정 구역)

| 번호 | 주                | 주도       | 과거 행정 구역    |
| ---- | ----------------- | ---------- | ----------------- |
| 1    | 킨샤사            | 킨샤사     | 변동 없음         |
| 2    | 중앙콩고 주       | 마타디     | 바콩고 주         |
| 3    | 쾅고 주           | 켕게       | 반둔두 주         |
| 4    | 퀼루 주           | 키퀴트     | 반둔두 주         |
| 5    | 마이은돔베 주     | 이농고     | 반둔두 주         |
| 6    | 카사이 주         | 루에보     | 카사이옥시당탈 주 |
| 7    | 카사이상트랄 주   | 카낭가     | 카사이옥시당탈 주 |
| 8    | 카사이오리앙탈 주 | 음부지마이 | 카사이오리앙탈 주 |
| 9    | 로마미 주         | 카빈다     | 카사이오리앙탈 주 |
| 10   | 상쿠루 주         | 루삼보     | 카사이오리앙탈 주 |
| 11   | 마니에마 주       | 킨두       | 변동 없음         |
| 12   | 남키부 주         | 부카부     | 변동 없음         |
| 13   | 북키부 주         | 고마       | 변동 없음         |
| 14   | 이투리 주         | 부니아     | 동부 주           |
| 15   | 오트우엘레 주     | 이시로     | 동부 주           |
| 16   | 초포 주           | 키상가니   | 동부 주           |
| 17   | 바우엘레 주       | 부타       | 동부 주           |
| 18   | 북우방기 주       | 그바돌리테 | 에카퇴르 주       |
| 19   | 몽갈라 주         | 리살라     | 에카퇴르 주       |
| 20   | 남우방기 주       | 게메나     | 에카퇴르 주       |
| 21   | 에카퇴르 주       | 음반다카   | 에카퇴르 주       |
| 22   | 추아파 주         | 보엔데     | 에카퇴르 주       |
| 23   | 탕가니카 주       | 칼레미     | 카탕가 주         |
| 24   | 오트로마미 주     | 카미나     | 카탕가 주         |
| 25   | 루알라바 주       | 콜웨지     | 카탕가 주         |
| 26   | 오트카탕가 주     | 루붐바시   | 카탕가 주         |

## 과거 행정 구역

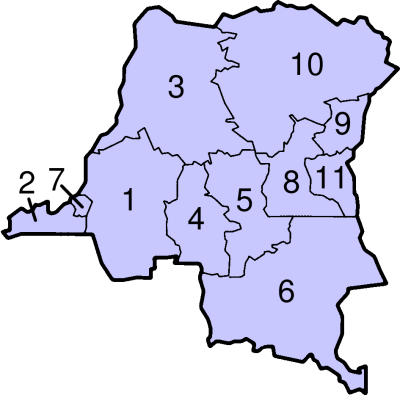
콩고 민주 공화국의 행정 구역 (이전의 행정 구역)

| 번호 | 주                | 주도       | 면적 (km2)   | 인구 (1998년 기준) |
| ---- | ----------------- | ---------- | ------------ | ------------------ |
| 1    | 반둔두 주         | 반둔두     | 295,658      | 5,201,000          |
| 2    | 바콩고 주         | 마타디     | 53,920       | 2,835,000          |
| 3    | 에카퇴르 주       | 음반다카   | 403,292      | 4,820,000          |
| 4    | 카사이옥시당탈 주 | 카낭가     | 154,742      | 3,337,000          |
| 5    | 카사이오리앙탈 주 | 음부지마이 | 170,302      | 3,830,000          |
| 6    | 카탕가 주         | 루붐바시   | 496,877      | 4,125,000          |
| 7    | 킨샤사            | 킨샤사     | 9,965        | 4,787,000          |
| 8    | 마니에마 주       | 킨두       | 132,250      | 1,246,787          |
| 9    | 북키부 주         | 고마       | 59,483       | 3,564,434          |
| 10   | 동부 주           | 키상가니   | 503,239      | 5,566,000          |
| 11   | 남키부 주         | 부카부     | 65,070       | 2,837,779          |
| 총계 | 총계              | 총계       | 2,344,798km2 | 42,150,000명       |